# Luciano Nobili (politico)
Luciano Nobili (Roma, 23 settembre 1977) è un politico italiano ex deputato alla Camera nella XVIII legislatura della Repubblica Italiana, eletto alle elezioni politiche del 2018 con il Partito Democratico per poi passare nel 2019 ad Italia Viva di Matteo Renzi.

## Biografia
Vicino al sindaco di Roma Francesco Rutelli, aderisce prima a I Democratici (Dem) di Romano Prodi e Arturo Parisi e poi alla Margherita (partito nato dalla fusione dei Dem, il Partito Popolare Italiano e Rinnovamento Italiano di Lamberto Dini) guidata da Rutelli stesso, del quale nel 2003 diventa coordinatore nazionale dell'organizzazione giovanile, i "Giovani della Margherita". All'interno del partito fa parte della corrente liberaldemocratica riformista, favorevole al progetto di confluire, assieme ai Democratici di Sinistra, nel Partito Democratico (PD), a cui nel 2007 aderisce, venendo anche assunto come dipendente funzionario del partito, da cui sarà licenziato nel 2019.
In vista delle elezioni amministrative del 2008 fonda la lista civica "Under 30 per Rutelli", composta esclusivamente da ragazzi dai 18 ai 30 anni, per sostenere la ricandidatura di Rutelli a sindaco di Roma contro l'ex missino Gianni Alemanno, raccogliendo lo 0,7% dei voti e non eleggendo nessuno al consiglio comunale di Roma.
Nel 2010 aderisce ad Alleanza per l'Italia di Rutelli, costituito assieme al deputato dell'UdC Bruno Tabacci, divenendone coordinatore romano, ma la permanenza al suo interno non dura molto e nel 2011 rientra nel PD.

### Ritorno nel PD vicino a Renzi
Rientrato nel PD, diventa un sostenitore dell'emergente sindaco di Firenze Matteo Renzi, appoggiando la sua candidatura alle elezioni primarie di "Italia. Bene Comune" del 2012, per la scelta del leader della coalizione di centro-sinistra e candidato alla Presidenza del Consiglio, che vedranno però la sconfitta di Renzi e la vittoria del segretario del PD Pier Luigi Bersani (principale avversario sia alle primarie che all'interno del PD).
Nel 2013 organizza la campagna elettorale di Paolo Gentiloni, esponente della corrente renziana del PD, alle primarie del centro-sinistra per scegliere il candidato sindaco di Roma, che, con circa il 15% dei voti, viene sconfitto dal vincente senatore Ignazio Marino e superato dal Franceschiniano David Sassoli.
Alle primarie del PD del 2013 sostiene la mozione di Renzi, facendo parte del suo coordinamento del comitato nazionale, che lo vedranno prevalere con un ampio margine del 67,55% di voti rispetto a Gianni Cuperlo (18,21%) e Pippo Civati (14,24%).
Alle elezioni amministrative del 2016 a Roma organizza la campagna elettorale del candidato renziano a sindaco di Roma per il PD Roberto Giachetti, dove viene sconfitto al ballottaggio, con il 32.8% dei voti, dalla candidata del Movimento 5 Stelle Virginia Raggi.
Ricoperto l'incarico di vicesegretario del PD romano, da cui decadrà a causa del commissariamento della federazione romana del PD, alle primarie del PD del 2017 appoggia la rielezione di Renzi a segretario del partito, che vince le primarie; successivamente Nobili diventa membro della Direzione Nazionale del PD e membro dell’esecutivo nazionale PD con delega alle città metropolitane, fino al 2018.

### Elezione a deputato
Alle elezioni politiche del 2018 viene candidato alla Camera dei deputati, tra le liste del PD come secondo in lista nel collegio plurinominale Lazio 1 - 01, rappresentante uno dei principali esponenti della corrente renziana nel PD, venendo eletto deputato a seguito dell'elezione della capolista, Marianna Madia, anche nel collegio uninominale Lazio 1 - 02. Nella XVIII legislatura della Repubblica è stato componente della 9ª Commissione Trasporti, poste e telecomunicazioni e della Commissione parlamentare d'inchiesta sulle attività illecite connesse al ciclo dei rifiuti e su illeciti ambientali ad esse collegati.
In vista delle primarie del PD del 2019, Nobili sostiene la candidatura dell'ex radicale Roberto Giachetti, candidatosi in extremis a segretario del PD per rivendicare l'attività dei governi Renzi e Gentiloni, per rilanciare l'ala moderata e l'attività riformatrice del partito. Tuttavia vincerà le primarie con il 66% dei voti Nicola Zingaretti, presidente della Regione Lazio e candidato con la carriera amministrativa più lunga alle spalle, mentre Giachetti arriverà terzo, piazzandosi anche dopo il segretario uscente Maurizio Martina.
A seguito della scissione nel PD da parte del gruppo dei parlamentari renziani, Nobili aderisce il 17 settembre 2019 alla fondazione di Italia Viva, partito fondato da Renzi di stampo liberale e centrista.
Il 27 aprile 2021 viene nominato, dai presidenti d'Italia Viva Teresa Bellanova ed Ettore Rosato, coordinatore regionale nel Lazio del partito, assieme a Marietta Tidei, e Responsabile organizzativo nella Cabina di regia nazionale d'Italia Viva assieme a Sara Moretto, incarichi che cesseranno nel 2023. Nello stesso anno alle elezioni amministrative di Roma sostiene come candidato sindaco, assieme ad Italia Viva, l'ex ministro dello sviluppo economico Carlo Calenda, leader di Azione, che però al primo turno arriva terzo e non accede al ballottaggio.
Alle elezioni politiche anticipate del 2022 viene candidato al Senato della Repubblica, per la lista elettorale Azione - Italia Viva nei collegi plurinominali Piemonte - 01 in seconda posizione, Lazio - 01 e Veneto - 02 in terza posizione, ma non risulterà eletto in nessuno dei tre collegi.

### Elezione a consigliere regionale
Alle elezioni regionali nel Lazio del 2023 Nobili si candida per la lista Azione - Italia Viva, a sostegno del candidato presidente della lista e del Partito Democratico e assessore alla sanità uscente Alessio D'Amato, che sarà poi sconfitto dal candidato di centro-destra Francesco Rocca, venendo eletto nella circoscrizione di Roma con 5.116 preferenze in consiglio regionale del Lazio, dopo un riconteggio di 41 sezioni staccando di soli 21 voti il candidato in quota Azione Pierluca Dionisi.

## Vita privata
Sposato con Elisa Calessi, giornalista parlamentare del quotidiano Libero.